# Hugo Ulrich
Hugo Ulrich (* 26. November 1827 in Oppeln, Provinz Schlesien; † 23. März 1872 in Berlin) war ein deutscher romantischer Komponist, Musiklehrer und Arrangeur.

## Leben

### Kindheit und Jugend
Hugo Ulrich wurde am 26. November 1827 zu Oppeln in Schlesien geboren, wo sein Vater Gymnasialoberlehrer war. Er wurde katholisch getauft. Beide Eltern waren für Musik begeistert; der Vater als Musiklehrer und Klavierspieler geschätzt und die Mutter vor allem als ausgezeichnete Interpretin von Mozarts Arien. Diese ersten Eindrücke im elterlichen Hause waren offenbar von entscheidendem Einfluss auf seine spätere Laufbahn. Nachdem er im Alter von neun Jahren bereits seinen Vater verloren hatte, erteilte ihm der Rektor des Oppelner Gymnasiums Kotzoldt Klavier- und Orgelunterricht. Dieser erkannte in Hugo Ulrich eine außerordentliche Begabung und ebnete ihm schon in den jungen Jahren seinen beruflichen Werdegang als Berufsmusiker. Kaum zwölf Jahre alt verlor er auch seine Mutter, wodurch der Junge nicht nur Vollwaise, sondern auch praktisch mittellos wurde. Dennoch kam er zunächst auf das katholische Gymnasium St. Matthias in Breslau, wo er als Stipendiat Unterhalt und freien Unterricht erhielt, dafür aber Kirchenmusik auszuführen hatte: Er wirkte hier als Altist und hatte beim Gymnasialgottesdienst die Orgel zu spielen. Hier erhielt er auch den ersten Unterricht im Generalbass durch den damaligen Domorganisten Moritz Brosig. Zum großen Kummer seines Vormunds Kotzoldt und der Verwandtschaft vernachlässigte er aus Liebe zur Musik andere Fächer, weshalb er 1846 nach Glogau versetzt wurde, um dort seine Gymnasialbildung zu vollenden. Noch im selben Jahr „bestand er glücklich“ sein Abiturientenexamen und zog anschließend nach Berlin, um dort Musik zu studieren.

### Studien
Der Breslauer Universitätsmusikdirektor Mosewius, der ihn selbst im Gesang unterrichtete und zu seinen Gönnern zählte, hatte den jungen Ulrich dem damals bekanntesten Berliner Musikprofessor Marx anempfohlen. Dieser nahm ihn jedoch als Schüler nicht an, angeblich nur deshalb, weil er ihm nicht das gewünschte Honorar zahlen konnte. Auf Empfehlung von Giacomo Meyerbeer, dem damaligen Generalmusikdirektor der Berliner Oper, studierte er aber bei dem damals hoch geschätzten Musiktheoretiker und Kompositionslehrer Siegfried Dehn am Stern’schen Konservatorium über zwei Jahre lang.

### Leben und Schaffen
Der Umgang mit Siegfried Dehn wirkte auf Hugo Ulrich so fruchtbringend, dass er bereits mit seinen ersten Werken für Kammermusik (z. B. das Dehn gewidmete Trio op. 1) wie auch mit seinen beiden Sinfonien allgemeines Aufsehen. Seine h-moll-Sinfonie, welche 1852 erschien, machte bald die Runde durch die bedeutenden Konzertsäle Deutschlands und mit seiner „Symphonie Triomphale“ gewann er 1853 den Großen Preis der Königlichen Belgischen Akademie zu Brüssel. Als er in Brüssel am 27. September 1853 der öffentlichen Erstaufführung beiwohnte, erntete er den begeisterten Beifall des Publikums; den gleichen Erfolg hatte diese Sinfonie bei jeder Aufführung an den verschiedenen Orten. Fortan erwartete man gespannt neue Schöpfungen des jugendlichen Komponisten. Allerdings sollten diese beiden Sinfonien den Gipfel seines Schaffens darstellen. Immerhin konnte er von da an das Leben eines anerkannten Künstlers führen. Pech, Neid, Missgunst und sein eigenbrödlerischer Charakter verhinderten jedoch seinen Aufstieg unter die größten Musiker seiner Zeit, in der es an großen Talenten nicht mangelte. Und wegen des damals noch unzureichend entwickelten Urheberrechtes kämpfte Hugo Ulrich trotz seiner großen Erfolge als Komponist und Arrangeur zeitlebens mit finanzieller Not. Das Musikgeschäft war schon damals nicht leicht.
Im September 1855 war es ihm endlich beschieden, in das Land seiner Sehnsucht, nach Italien, zu verreisen, das er mit den großartigen Plänen zu neuen Werken betrat. Er lebte in Venedig, Turin, Genua, Rom und Mailand. Inspiriert durch das „Land der Wunder“, begann er auch bald wieder zu arbeiten: Eine Oper: »Bertran de Born«, zu der ihm Max Ring den Text geschrieben hatte, beschäftigte ihn unter anderen ernsthaft, bis ihn die äußern Umstände wieder nach Deutschland trieben.
Im März 1858 kehrte er wieder nach Berlin zurück, verlor aber bald die Schaffensfreude seiner Jugendjahre fast vollständig – wohl wegen des überhöhten Selbstanspruchs, der ihn aufgrund seiner früheren Erfolge sehr unter Druck setzte. Zwischen Februar 1859 und April 1862 unterrichtete er Komposition am Stern’schen Konservatorium in Berlin, wo er früher selbst studierte. Zu seinen bekanntesten Schülern zählte Hermann Goetz. Allerdings gab er das Unterrichten bald vollständig auf, weil ihm wahrscheinlich seine aufkommende Nierenerkrankung das Unterrichten erschwerte. Fortan widmete er sich hauptsächlich den Arrangements für Klavier, an denen er in seiner Berliner Wohnung arbeitete, um sie später an seine Verleger Leupertz in Breslau und C. F. Peters in Leipzig zu verschicken. Diese gehören bis heute zu den Besten ihrer Art, der Künstler selbst ging dabei zu Grunde. Wohl brachte er noch den größten Teil seiner Oper fertig und begann auch neben manchem Andern eine dritte Sinfonie in G-Dur. Hugo Ulrich litt zuletzt darunter, dass seine späteren Werke von der Fachwelt nicht so recht anerkannt wurden – möglicherweise nicht weniger als unter jener schmerzhaften Nierenerkrankung, der er mit 45 Jahren (nach Mendel-Reissmann) am 23. März 1872 erlag. Andere Quellen geben dagegen den 23. Mai 1872 als sein Sterbedatum an. Er wurde in Berlin-Wedding auf dem Katholischen Friedhof in der Liesenstraße bestattet.

## Leistungen
Hugo Ulrich galt unter seinen Zeitgenossen als „einer der begabtesten Componisten der Gegenwart“, wie das Hermann Mendel zum Ausdruck brachte. In seinem Musikalischen Konversationslexikon widmete er ihm einen recht umfangreichen Artikel, der bis dato die detailreichste Spur seines Lebens blieb. Heute ist Hugo Ulrich vor allem wegen seiner zahlreichen (über 200) Klavier-Arrangements für zwei und vier Hände bekannt. Aber auch seine eigenen Kompositionen zeichnen sich durch einen hohen Anspruch aus. Nicht umsonst wurde seine Sinfonie in C-Dur (auch genannt als „Symphonie Triomphale“) von der Kgl. Belgischen Akademie mit einem Preisgeld von 1500 Francs ausgezeichnet und zur Hochzeit des Herzogs von Brabant (dem späteren König Leopold II. von Belgien) mit der Habsburgerin Marie-Henriette am 27. September 1853 in Brüssel uraufgeführt wurde. Auch noch einige Zeit danach war sie überall in Deutschland häufig gespielt.

## Werke

### Arrangements
A
- Abu Hassan, J.106 (Weber, Carl Maria von)
- Alceste, Wq.44 (Gluck, Christoph Willibald)
- Armide, Wq.45 (Gluck, Christoph Willibald)

B
- Il barbiere di Siviglia (Rossini, Gioacchino)
- Der Beherrscher der Geister, Op.27 (Weber, Carl Maria von)
- Berühmte Ouverturen von Mozart, Beethoven, Weber, Mendelssohn, Bellini, Rossini (Various)

C
- Le calife de Bagdad (Boieldieu, François Adrien)
- Cello Sonata No.1, Op.5 No.1 (Beethoven, Ludwig van)
- Cello Sonata No.2, Op.5 No.2 (Beethoven, Ludwig van)
- Cello Sonata No.3, Op.69 (Beethoven, Ludwig van)
- Cello Sonata No.4, Op.102 No.1 (Beethoven, Ludwig van)
- Cello Sonata No.5, Op.102 No.2 (Beethoven, Ludwig van)
- Clarinet Quintet in A major, K.581 (Mozart, Wolfgang Amadeus)
- La clemenza di Tito, K.621 (Mozart, Wolfgang Amadeus)
- Collection d’Ouvertures (Various)
- Concerte für Pianoforte zu vier Händen (Beethoven, Ludwig van)
- Credo a 8 voci (Cherubini, Luigi)

D
- La dame blanche (Boieldieu, François Adrien)
- Don Giovanni, K.527 (Mozart, Wolfgang Amadeus)
- Duos, Trios, Quartette, Quintette, Octett und Symphonien (Schubert, Franz)
- Duos, Trios, Quartette, Quintette, Sextette (Beethoven, Ludwig van)

E
- Die Entführung aus dem Serail, K.384 (Mozart, Wolfgang Amadeus)
- Die erste Walpurgisnacht, Op.60 (Mendelssohn, Felix)
- Euryanthe, Op.81 (Weber, Carl Maria von)

F
- Fantasia in C minor, Op.80 (Beethoven, Ludwig van)
- Faust (Spohr, Louis)
- Die Felsenmühle von Estalières, Op.71 (Reissiger, Carl Gottlieb)
- Fernand Cortez (Spontini, Gaspare)
- La fille du régiment (Donizetti, Gaetano)
- La finta giardiniera, K.196 (Mozart, Wolfgang Amadeus)
- Der Freischütz, Op.77 (Weber, Carl Maria von)
- Fugue in D major, Op.137 (Beethoven, Ludwig van)

G
- Galop and Ecossaises, D.735 (Schubert, Franz)
- La gazza ladra (Rossini, Gioacchino)
- 18 German Dances and Ecossaises, D.783 (Schubert, Franz)
- Grande ouverture, J.54 (Weber, Carl Maria von)
- 12 Grazer Waltzer, D.924 (Schubert, Franz)
- Große Fuge, Op.133 (Beethoven, Ludwig van)

I
- I Capuleti e i Montecchi (Bellini, Vincenzo)
- Idomeneo, K.366 (Mozart, Wolfgang Amadeus)
- Iphigénie en Aulide, Wq.40 (Gluck, Christoph Willibald)
- L’italiana in Algeri (Rossini, Gioacchino)

J
- Jean de Paris (Boieldieu, François Adrien)
- Jessonda, WoO 53 (Spohr, Louis)
- Joseph (Méhul, Etienne Nicolas)
- Jubel-Ouvertüre, Op.59 (Weber, Carl Maria von)

K
- Kaisermarsch, WWV 104 (Wagner, Richard) (1871)

M
- Le maçon (Auber, Daniel François Esprit)
- Mass for the Coronation of Charles X (Cherubini, Luigi)
- Mass in C major (Cherubini, Luigi)
- Mass in F major (Cherubini, Luigi)
- Il matrimonio segreto (Cimarosa, Domenico)
- The Merry Wives of Windsor (Nicolai, Otto)
- Missa solemnis in D minor (Cherubini, Luigi)
- La muette de Portici (Auber, Daniel François Esprit)

N
- Norma (Bellini, Vincenzo)

O
- Oberon, J.306 (Weber, Carl Maria von)
- 36 Originaltänze, D.365 (Schubert, Franz)
- Orlando paladino, Hob.XXVIII:11 (Haydn, Joseph)
- Ouverturen für Piano und Violine (Beethoven, Ludwig van)
- Ouvertüren von Gluck, Haydn, Mehul, Paer und Cimarosa (Ulrich, Hugo)
- Ouverturen-Album (Ulrich, Hugo)

P
- Piano Concerto No.3, Op.37 (Beethoven, Ludwig van)
- Piano Concerto No.4, Op.58 (Beethoven, Ludwig van)
- Piano Concerto No.5, Op.73 (Beethoven, Ludwig van)
- Piano Concerto No.15 in B-flat major, K.450 (Mozart, Wolfgang Amadeus)
- Piano Concerto No.20 in D minor, K.466 (Mozart, Wolfgang Amadeus)
- Piano Concerto No.22 in E-flat major, K.482 (Mozart, Wolfgang Amadeus)
- Piano Concerto No.23 in A major, K.488 (Mozart, Wolfgang Amadeus)
- Piano Quartet in E-flat major, K.493 (Mozart, Wolfgang Amadeus)
- Piano Quartet in G minor, K.478 (Mozart, Wolfgang Amadeus)
- Piano Quintet in A major, D.667 (Schubert, Franz)
- Piano Trio in C minor, Op.1 No.3 (Beethoven, Ludwig van)
- Piano Trio in E-flat major, Op.1 No.1 (Beethoven, Ludwig van)
- Piano Trio in G major, Op.1 No.2 (Beethoven, Ludwig van)
- 3 Piano Trios, Hob.XV:27-29 (Haydn, Joseph)
- Preciosa, Op.78 (Weber, Carl Maria von)

Q
- Quartette für Klavier zu 4 Händen (Haydn, Joseph)
- Quintet in E-flat major, K.452 (Mozart, Wolfgang Amadeus)
- Quintet in E-flat major, Op.16 (Beethoven, Ludwig van)

R
- Requiem in C minor (Cherubini, Luigi)
- Requiem in D minor (Cherubini, Luigi)

S
- Sämmtliche Ouverturen (Weber, Carl Maria von)
- Sämtliche Ouverturen (Beethoven, Ludwig van)
- Sargino (Paër, Ferdinando)
- Der Schauspieldirektor, K.486 (Mozart, Wolfgang Amadeus)
- Serenade in D major, Op.8 (Beethoven, Ludwig van)
- Serenade in D major, Op.25 (Beethoven, Ludwig van)
- Sextet in E-flat major, Op.71 (Beethoven, Ludwig van)
- Sextet in E-flat major, Op.81b (Beethoven, Ludwig van)
- Silvana, J.87 (Weber, Carl Maria von)
- Sofonisba (Paër, Ferdinando)
- String Quartet No.1, Op.18 No.1 (Beethoven, Ludwig van)
- String Quartet No.2, Op.18 No.2 (Beethoven, Ludwig van)
- String Quartet No.3, Op.18 No.3 (Beethoven, Ludwig van)
- String Quartet No.4, Op.18 No.4 (Beethoven, Ludwig van)
- String Quartet No.5, Op.18 No.5 (Beethoven, Ludwig van)
- String Quartet No.6, Op.18 No.6 (Beethoven, Ludwig van)
- String Quartet No.7, Op.59 No.1 (Beethoven, Ludwig van)
- String Quartet No.8, Op.59 No.2 (Beethoven, Ludwig van)
- String Quartet No.9, Op.59 No.3 (Beethoven, Ludwig van)
- String Quartet No.10, D.87 (Schubert, Franz)
- String Quartet No.10, Op.74 (Beethoven, Ludwig van)
- String Quartet No.11, D.353 (Schubert, Franz)
- String Quartet No.11, Op.95 (Beethoven, Ludwig van)
- String Quartet No.12, D.703 (Schubert, Franz)
- String Quartet No.12, Op.127 (Beethoven, Ludwig van)
- String Quartet No.13, D.804 (Schubert, Franz)
- String Quartet No.13, Op.130 (Beethoven, Ludwig van)
- String Quartet No.14 in G major, K.387 (Mozart, Wolfgang Amadeus)
- String Quartet No.14, D.810 (Schubert, Franz)
- String Quartet No.14, Op.131 (Beethoven, Ludwig van)
- String Quartet No.15 in D minor, K.421/417b (Mozart, Wolfgang Amadeus)
- String Quartet No.15, D.887 (Schubert, Franz)
- String Quartet No.15, Op.132 (Beethoven, Ludwig van)
- String Quartet No.16 in E-flat major, K.428/421b (Mozart, Wolfgang Amadeus)
- String Quartet No.16, Op.135 (Beethoven, Ludwig van)
- String Quartet No.17 in B-flat major, K.458 (Mozart, Wolfgang Amadeus)
- String Quartet No.18 in A major, K.464 (Mozart, Wolfgang Amadeus)
- String Quartet No.19 in C major, K.465 (Mozart, Wolfgang Amadeus)
- String Quartet No.20 in D major, K.499 (Mozart, Wolfgang Amadeus)
- String Quartet No.21 in D major, K.575 (Mozart, Wolfgang Amadeus)
- String Quartet No.22 in B-flat major, K.589 (Mozart, Wolfgang Amadeus)
- String Quartet No.23 in F major, K.590 (Mozart, Wolfgang Amadeus)
- 6 String Quartets, Op.18 (Beethoven, Ludwig van)
- String Quartets, Op.54 (Haydn, Joseph)
- String Quartets, Op.64 (Haydn, Joseph)
- String Quartets, Op.74 (Haydn, Joseph)
- String Quartets, Op.76 (Haydn, Joseph)
- String Quintet in C major, Op.29 (Beethoven, Ludwig van)
- String Quintet in E-flat major, Op.4 (Beethoven, Ludwig van)
- String Quintet No.2 in C minor, K.406/516b (Mozart, Wolfgang Amadeus)
- String Quintet No.3 in C major, K.515 (Mozart, Wolfgang Amadeus)
- String Quintet No.4 in G minor, K.516 (Mozart, Wolfgang Amadeus)
- String Quintet No.5 in D major, K.593 (Mozart, Wolfgang Amadeus)
- String Quintet No.6 in E-flat major, K.614 (Mozart, Wolfgang Amadeus)
- String Quintet, D.956 (Schubert, Franz)
- String Trio in E-flat major, Op.3 (Beethoven, Ludwig van)
- 3 String Trios, Op.9 (Beethoven, Ludwig van)
- Symphonien für Pianoforte zu vier Händen (Beethoven, Ludwig van)
- Symphonien für Pianoforte zu vier Händen (Mozart, Wolfgang Amadeus)
- Symphony No.4, D.417 (Schubert, Franz)
- Symphony No.5, D.485 (Schubert, Franz)
- Symphony No.8, D.759 (Schubert, Franz)
- Symphony No.9, D.944 (Schubert, Franz)
- Symphony No.9, Op.125 (Beethoven, Ludwig van)
- Symphony No.35 in D major, K.385 (Mozart, Wolfgang Amadeus)
- Symphony No.36 in C major, K.425 (Mozart, Wolfgang Amadeus)
- Symphony No.38 in D major, K.504 (Mozart, Wolfgang Amadeus)
- Symphony No.39 in E-flat major, K.543 (Mozart, Wolfgang Amadeus)
- Symphony No.40 in G minor, K.550 (Mozart, Wolfgang Amadeus)
- Symphony No.41 in C major, K.551 (Mozart, Wolfgang Amadeus)
- Symphony No.45 in F-sharp minor, Hob.I:45 (Haydn, Joseph)
- Symphony No.48 in C major, Hob.I:48 (Haydn, Joseph)
- Symphony No.55 in E-flat major, Hob.I:55 (Haydn, Joseph)
- Symphony No.73 in D major, Hob.I:73 (Haydn, Joseph)
- Symphony No.82 in C major, Hob.I:82 (Haydn, Joseph)
- Symphony No.83 in G minor, Hob.I:83 (Haydn, Joseph)
- Symphony No.85 in B-flat major, Hob.I:85 (Haydn, Joseph)
- Symphony No.86 in D major, Hob.I:86 (Haydn, Joseph)
- Symphony No.88 in G major, Hob.I:88 (Haydn, Joseph)
- Symphony No.90 in C major, Hob.I:90 (Haydn, Joseph)
- Symphony No.91 in E-flat major, Hob.I:91 (Haydn, Joseph)
- Symphony No.92 in G major, Hob.I:92 (Haydn, Joseph)
- Symphony No.93 in D major, Hob.I:93 (Haydn, Joseph)
- Symphony No.94 in G major, Hob.I:94 (Haydn, Joseph)
- Symphony No.95 in C minor, Hob.I:95 (Haydn, Joseph)
- Symphony No.96 in D major, Hob.I:96 (Haydn, Joseph)
- Symphony No.97 in C major, Hob.I:97 (Haydn, Joseph)
- Symphony No.98 in B-flat major, Hob.I:98 (Haydn, Joseph)
- Symphony No.99 in E-flat major, Hob.I:99 (Haydn, Joseph)
- Symphony No.100 in G major, Hob.I:100 (Haydn, Joseph)
- Symphony No.101 in D major, Hob.I:101 (Haydn, Joseph)
- Symphony No.102 in B-flat major, Hob.I:102 (Haydn, Joseph)
- Symphony No.103 in E-flat major, Hob.I:103 (Haydn, Joseph)
- Symphony No.104 in D major, Hob.I:104 (Haydn, Joseph)

T
- Tancredi (Rossini, Gioacchino)
- Thamos, König in Ägypten, K.345/336a (Mozart, Wolfgang Amadeus)
- Trio in B-flat major, Op.11 (Beethoven, Ludwig van)
- Trio in C major, Op.87 (Beethoven, Ludwig van)
- Trios, Quartette und Symphonien von Joseph Haydn (Haydn, Joseph)
- Trios, Quartette, Quintette, Concerte und Symphonien (Mozart, Wolfgang Amadeus)
- Triple Concerto, Op.56 (Beethoven, Ludwig van)
- Turandot, Op.37 (Weber, Carl Maria von)

V
- 12 Valses nobles, D.969 (Schubert, Franz)
- Valses sentimentales, D.779 (Schubert, Franz)
- La vestale (Spontini, Gaspare)
- Violin Concerto in D major, Op.61 (Beethoven, Ludwig van)
- Violin Sonata No.1, Op.12 No.1 (Beethoven, Ludwig van)
- Violin Sonata No.2, Op.12 No.2 (Beethoven, Ludwig van)
- Violin Sonata No.3, Op.12 No.3 (Beethoven, Ludwig van)
- Violin Sonata No.4, Op.23 (Beethoven, Ludwig van)
- Violin Sonata No.5, Op.24 (Beethoven, Ludwig van)
- Violin Sonata No.6, Op.30 No.1 (Beethoven, Ludwig van)
- Violin Sonata No.7, Op.30 No.2 (Beethoven, Ludwig van)
- Violin Sonata No.8, Op.30 No.3 (Beethoven, Ludwig van)
- Violin Sonata No.9, Op.47 (Beethoven, Ludwig van)
- Violin Sonata No.10, Op.96 (Beethoven, Ludwig van)

W
- 20 Waltzes, D.146 (Schubert, Franz)
- 38 Waltzes, Ländler and Ecossaises, D.145 (Schubert, Franz)
- Wiener Damen-Ländler und Ecossaisen, D.734 (Schubert, Franz)
- Winterreise, D.911 (Schubert, Franz)

Y
- Yelva (Reissiger, Carl Gottlieb)

Z
- Zampa (Hérold, Ferdinand)

### Cellosonate
- Cellosonate Nr. 1 B-Dur op. 5 (18xx)

### Klaviermusik
- Abendlieder: Preghiera op. 13, Nr. 1 (18xx)
- Abendlieder: Nocturne op. 13, Nr. 2 (18xx)
- Drei Klavierstücke: Barcarole op. 14, Nr. 1 (18xx)
- Drei Klavierstücke: Ballade op. 14, Nr. 2 (18xx)
- Drei Klavierstücke: Capriccio op. 14, Nr. 3 (18xx)

### Klaviertrio
- Klaviertrio op. 1 (1851)

### Lieder
- Fünf Lieder: In der Nähe des Geliebten op. 8 Nr. 1 (18xx)
- Fünf Lieder: So schmerzlich zückt's um deine Lippen op. 8 Nr. 2 (18xx)
- Fünf Lieder: An den Mond op. 8 Nr. 3 (18xx)
- Fünf Lieder: Volksweise op. 8 Nr. 4 (18xx)
- Fünf Lieder: Geistliches Abendlied op. 8 Nr. 5 (18xx)
- Drei Lieder: Mailied op. 10 Nr. 1 (18xx)
- Drei Lieder: O frage nicht! op. 10 Nr. 2 (18xx)
- Drei Lieder: Lied auf der Wacht op. 10 Nr. 3 (18xx)
- Fünf Gesänge: Geh' zur Ruh' op. 11 Nr. 1 (18xx)
- Fünf Gesänge: Lazzaroni-Lied op. 11 Nr. 2 (18xx)
- Fünf Gesänge: Abend am Meere op. 11 Nr. 3 (18xx)
- Fünf Gesänge: Fröhliche Fahrt op. 11 Nr. 4 (18xx)
- Fünf Gesänge: Das Abendläuten op. 11 Nr. 5 (18xx)
- Stromfahrt op. 12 Nr. 1 (1862)

### Opern
- Bertran de Born (unvollendet) op. 15 (18XX)

### Ouvertüren
- Fest-Ouvertüre für Orchester op. 15 (18XX)

### Scherzi
- Scherzo op. 3 (18XX)
- 4 Scherzi op. 16 (18XX)

### Serenade
- Serenade op. 4 (18XX)

### Streicherquartett
- Streicherquartett Es-Dur op. 7 (18XX)

### Sinfonien
- Sinfonie h-moll op. 6 (1852)
- Sinfonie C-Dur „Triumphale“ op. 9 (1853)
- Sinfonie in G-Dur (unvollendet)